# Episodi di Cin cin (nona stagione)
La nona stagione della serie televisiva Cin cin è andata in onda negli Stati Uniti dal 20 settembre 1990 al 2 maggio 1991 sul canale NBC.
Con una media di telespettatori stimati di 19 830 300 è risultato il programma più visto negli Stati Uniti nella stagione 1990/91 nella classifica degli ascolti secondo il Nielsen Rating.
| nº | Titolo originale                                         | Titolo italiano                                          | Prima TV USA      | Prima TV Italia |
| -- | -------------------------------------------------------- | -------------------------------------------------------- | ----------------- | --------------- |
| 1  | Love is a Really, Really, Perfectly Okay Thing           | Love is a Really, Really, Perfectly Okay Thing           | 20 settembre 1990 |                 |
| 2  | Cheers Fouls Out                                         | Cheers Fouls Out                                         | 27 settembre 1990 |                 |
| 3  | Rebecca Redux                                            | Rebecca Redux                                            | 4 ottobre 1990    |                 |
| 4  | Where Nobody Knows Your Name                             | Where Nobody Knows Your Name                             | 11 ottobre 1990   |                 |
| 5  | Ma Always Liked You Best                                 | Ma Always Liked You Best                                 | 18 ottobre 1990   |                 |
| 6  | Grease                                                   | Grease                                                   | 25 ottobre 1990   |                 |
| 7  | Breaking in is Hard to Do                                | Breaking in is Hard to Do                                | 1º novembre 1990  |                 |
| 8  | Cheers 200th Anniversary Special (1 hr Episode)          | Cheers 200th Anniversary Special                         | 8 novembre 1990   |                 |
| 9  | Bad Neighbor Sam                                         | Bad Neighbor Sam                                         | 15 novembre 1990  |                 |
| 10 | Veggie-Boyd                                              | Veggie-Boyd                                              | 22 novembre 1990  |                 |
| 11 | Norm and Cliff's Excellent Adventure                     | Norm and Cliff's Excellent Adventure                     | 6 dicembre 1990   |                 |
| 12 | Woody Interruptus                                        | Woody Interruptus                                        | 13 dicembre 1990  |                 |
| 13 | Honor Thy Mother                                         | Honor Thy Mother                                         | 3 gennaio 1991    |                 |
| 14 | Achilles Hill                                            | Achilles Hill                                            | 10 gennaio 1991   |                 |
| 15 | The Days of Wine and Neuroses (1)                        | The Days of Wine and Neuroses (1)                        | 24 gennaio 1991   |                 |
| 16 | Wedding Bell Blues (2)                                   | Wedding Bell Blues (2)                                   | 31 gennaio 1991   |                 |
| 17 | I'm Getting My Act Together and Sticking it in Your Face | I'm Getting My Act Together and Sticking it in Your Face | 7 febbraio 1991   |                 |
| 18 | Sam Time Next Year                                       | Sam Time Next Year                                       | 14 febbraio 1991  |                 |
| 19 | Crash of the Titans                                      | Crash of the Titans                                      | 21 febbraio 1991  |                 |
| 20 | It's a Wonderful Wife                                    | It's a Wonderful Wife                                    | 28 febbraio 1991  |                 |
| 21 | Cheers Has Chili                                         | Cheers Has Chili                                         | 14 marzo 1991     |                 |
| 22 | Carla Loves Clavin                                       | Carla Loves Clavin                                       | 21 marzo 1991     |                 |
| 23 | Pitch It Again, Sam                                      | Pitch It Again, Sam                                      | 28 marzo 1991     |                 |
| 24 | Rat Girl                                                 | Rat Girl                                                 | 4 aprile 1991     |                 |
| 25 | Home Malone                                              | Home Malone                                              | 25 aprile 1991    |                 |
| 26 | Uncle Sam Wants You                                      | Uncle Sam Wants You                                      | 2 maggio 1991     |                 |